# Кайан
Кайан (V или VI век) — валлийский святой. День памяти — 25 сентября.
О святом Кайане мало что известно. Согласно одному из преданий, он был сыном или внуком святого короля Брихана из Брекнока. Согласно другому преданию, он был сыном святого короля Кау (Caw) из северной Британии, который потерял свои земли. Он обрёл приют на северо-востоке острова Англси, где местный правитель Мэйлгун предоставил ему угодья. В этом случае среди сестёр святого была святая Свиллог. В честь него была названа местность Трегайан (Tregaian), что означает поселение Кайана, известная своей церковью.

## Тропарь, глас 8
The noble Brychan, obeying God's will, bestowed on the Church a galaxy of saints to illumine our land./
As in Angelsey thou didst labour for Christ, O holy Caian,/
cease not in thy labour of prayer that we may be granted salvation for our souls.